# Decatur County, Indiana
Decatur County är ett county i delstaten Indiana, USA. År 2010 hade countyt 25 740 invånare. Den administrativa huvudorten (county seat) är Greensburg. 

## Geografi
Enligt United States Census Bureau så har countyt en total area på 967 km². 965 km² av den arean är land och 2 km² är vatten.  

### Angränsande countyn
- Rush County - nord
- Franklin County - öst
- Ripley County - i sydost
- Jennings County - syd
- Bartholomew County - väst
- Shelby County - nordväst